# جون الفونسوس ميرفي
جون الفونسوس ميرفي (بالإنجليزية: John Alphonsus Murphy)‏ هو عسكري أمريكي، ولد في 26 فبراير 1881 في نيويورك في الولايات المتحدة، وتوفي في 29 نوفمبر 1935.